# Ottawa Civic Centre
Ottawa Civic Centre är en inomhusarena belägen i Ottawa, Kanada som har en åskådarkapacitet på 9 862. Vid speciella arrangemang kan man ordna sitt- och ståplats till 10 585 personer. Arenan som öppnades den 29 december 1967 används främst för sportaktiviteter såsom curling, konståkning, ishockey och lacrosse. Arenan har hyst kanadensiska mästerskap och världsmästerskap i konståkning och ishockey, därav det första världsmästerskapet i ishockey för damer 1990. Kanadensiska mästerskapen i curling har ockstså hållits i arenan. Vidare hölls här det första matchen någonsin i Canada Cup i ishockey då Kanada 1976 slog Finland med 11-2. Även under Canada Cup 1981 spelades matcher i arenan.
Arenan renoverades och antalet sittplatser utökadas 1992 för att temporärt kunna inhysa Ottawa Senators i NHL. 2005 renoverades arenan och antalet sittplatser fastställdes till dagens antal.

## Evenemang (urval)
- Världsmästerskapen i konståkning 1978
- Canada Cup i ishockey - 1976, 1981
- Juniorvärldsmästerskapet i ishockey 2009